# Sant Julià de Lòria
Sant Julià de Lòria is een stad en de zuidelijkste parochie van Andorra. Ze grenst aan de parochies Andorra la Vella en Escaldes-Engordany en aan Spanje. Het Spaanse dorpje Os de Civis ligt pal over de grens en is per auto alleen vanuit Sant Julià de Lòria bereikbaar. In 2014 telde de stad 7.652 inwoners.. 
Voor de wintersporttoeristen is met name het langlaufen in de regio van belang.

## Geografie
Naast Sant Julià de Lòria zelf behoren tot de parochie de volgende kleinere kernen (op het eerste niveau de quarts, de overige dorpen behoren tot een dezer):
- Aixirivall
- Aubinyà
  - Juverri
- Bixessarri
  - Aixovall
- Fontaneda
  - La Muxella
  - Les Pardines
  - Mas d'Alins
- Nagol
  - Certers
  - Llumeneres

## Bezienswaardigheden
- Sint-Romanuskerk

## Onderwijs
In Sant Julià de Lòria bevindt zich de campus van de Universiteit van Andorra. 

## Sport
Het voetbalteam UE Sant Julià werd in het seizoen 2004-'05 landskampioen van Andorra door de Lliga de Primera Divisió winnend af te sluiten.

## Geboren
- Òscar Ribas Reig (1936-2020), politicus
- Antoni Bernadó (1966), marathonloper

## Externe link

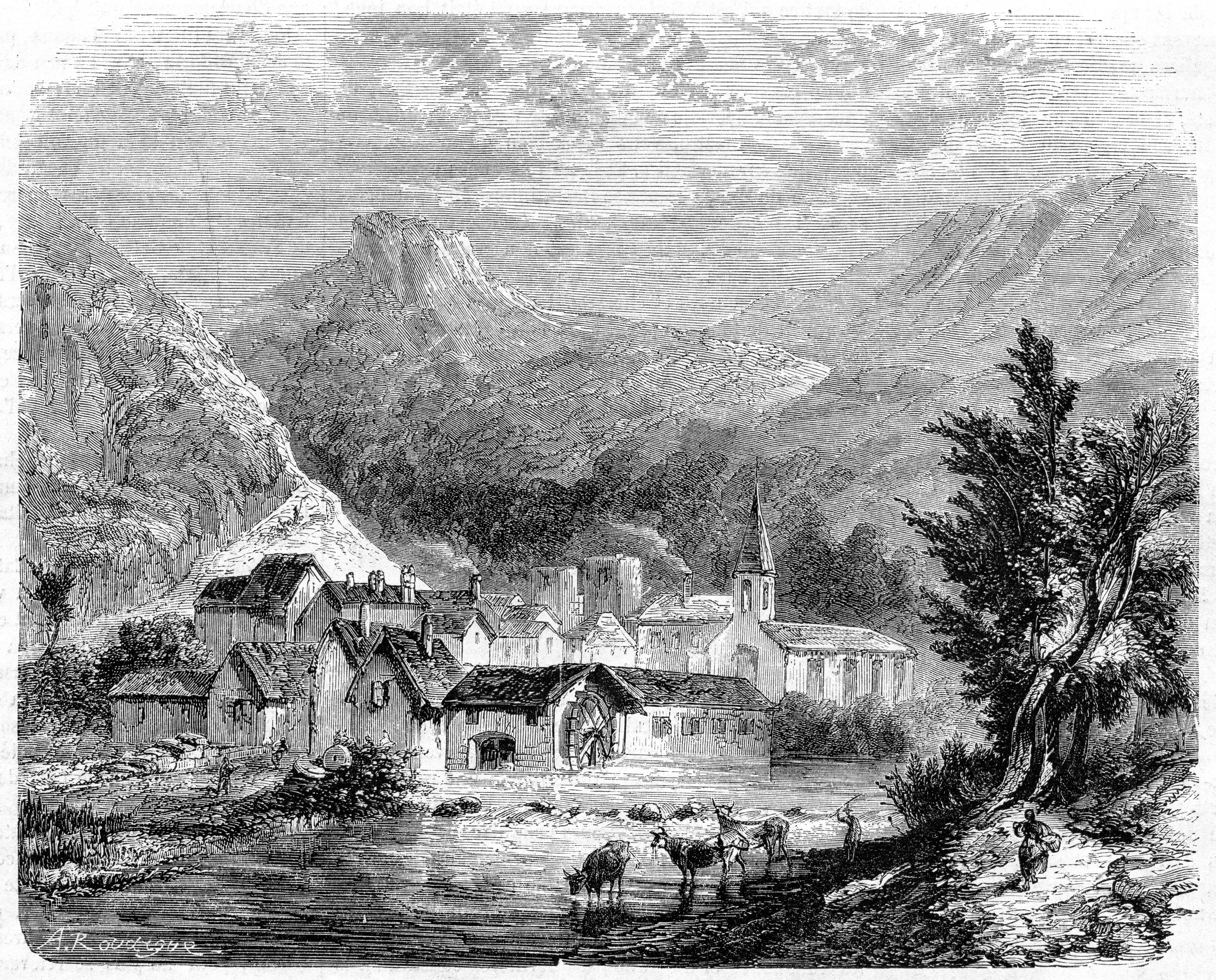
Sant Julià de Lòria in 1862 (L'Illustration 1862)